# Овід (фільм, 1955)
«Овід» (рос. «Овод») — російський радянський художній фільм 1955 року за мотивами однойменного роману Етель Ліліан Войнич, режисер Олександр Файнциммер. У 1955 році фільм зайняв 3 місце серед лідерів прокату, зібравши 39,16 млн глядачів.
Фільм розповідає про підпільну боротьбу італійських патріотів проти австрійських окупантів за незалежність своєї батьківщини. На тлі цих подій — трагічна історія людини, яка перетворилася з чистого душею і захопленого юнаки в непримиренного революціонера — легендарного і невловимого Овода.
Фільм більш ідеологічний, ніж роман Войнич. Романтичні лінії здебільшого скорочені, Артур і Джемма — не закохані, а скоріше товариші по партії. Суперництво Артура і Болла через Джемму теж не показано.

## Зміст
Коли потрібно рятувати свій дім від загарбників, кожен може змінитися. Він був простим молодим хлопцем і не думав про геройство. Та коли австрійці захопили його рідну Італію, він долучився до рядів опору і став Оводом — тим, чиє ім'я наганяло страх на солдатів-загарбників.

## Ролі
- Олег Стриженов — Артур Бертон / Феліче Ріварес
- Маріанна Стриженова — Джемма
- Микола Симонов — Монтанеллі
- Володимир Етуш — Мартіні
- Семен Свашенко — Марконі
- Павло Усовніченко — Джузеппе
- Вадим Медведєв — Джіованні Болла
- Володимир Честноков — Домінікіно
- Рубен Симонов — Карді
- Антоній Ходурський — Грассіні
- Анна Лисянська — дружина Грассіні
- Григорій Шпігель — Джеймс Бертон, зведений брат Артура
- Олена Юнгер — Юлія Бертон, дружина Джеймса
- Борис Дмоховський — комендант міста
- Яків Малютін — полковник
- Єфим Копелян — начальник погранпоста
- Костянтин Адашевський — австрійський генерал
- Еммануїл Геллер — шпик
- Мілляр Георгій — жебрак
- Павло Панков — офіцер
- Борис Ільясов — жандарм